# Макувка (Мазовецьке воєводство)
Макувка (пол. Makówka) — село в Польщі, у гміні Гродзиськ-Мазовецький Ґродзиського повіту Мазовецького воєводства.
Населення — 271 особа (2011).
У 1975—1998 роках село належало до Варшавського воєводства.

## Демографія
Демографічна структура станом на 31 березня 2011 року:
|          | Загалом | Допрацездатний вік | Працездатний вік | Постпрацездатний вік |
| -------- | ------- | ------------------ | ---------------- | -------------------- |
| Чоловіки | 114     | 24                 | 82               | 8                    |
| Жінки    | 157     | 38                 | 95               | 24                   |
| Разом    | 271     | 62                 | 177              | 32                   |